# Lyvikens kapell

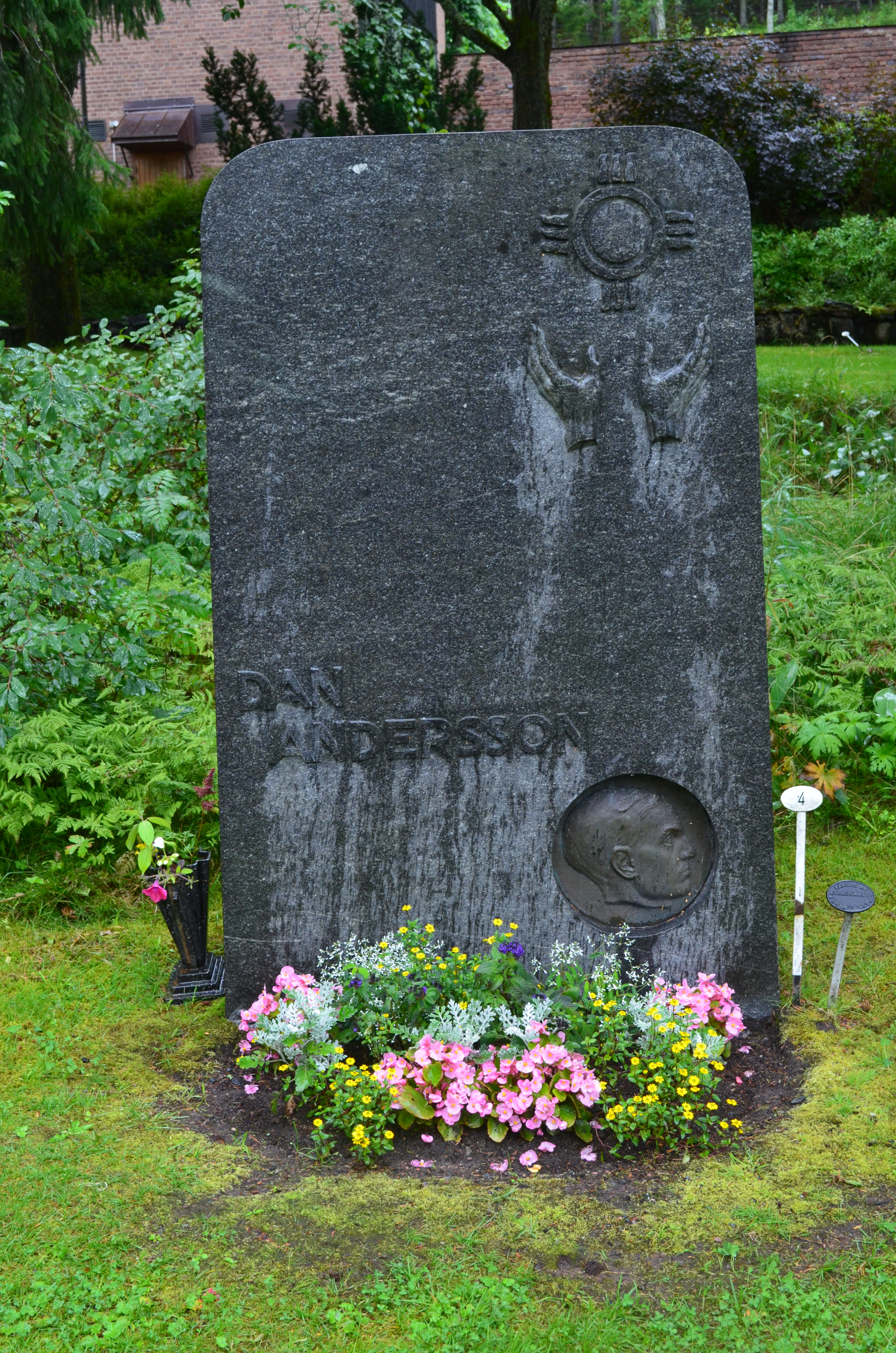
Dan Anderssons grav.

Lyvikens kapell är ett kapell på Lyvikens kyrkogård i Ludvika. Den tillhör Ludvika församling i Västerås stift.
Dan Andersson ligger begravd på Lyvikens kyrkogård.

## Kapellet
Kapellet uppfördes 1921 efter ritningar av arkitekt Fredrik Falkenberg. Invigningen ägde rum söndagen den 29 oktober 1922 och förrättades av prosten Anders Magnevill. 1958 genomfördes en ombyggnad efter ritningar av arkitekt Peter Celsing.
Kapellet är byggt av tegel och består av ett långhus som är orienterat så att ingången ligger i nordost och koret i sydväst. Ovanför ingången finns en smal spetsig tornspira. Yttertaket är belagt med röda tegelpannor.
I fönstret ovanför koret finns en glasmosaik.